# KZ Martha II
Martha II ist die geläufige – nicht historische – Bezeichnung eines KZ-Außenlagers am Ostrand des Stadtwaldes bei Mühlhausen. Das Kommando wurde Zeit seines Bestehens zumeist als „Gerätebau GmbH Mühlhausen“ oder ähnlich bezeichnet. Errichtet im September 1944 und aufgelöst Ende Februar 1945, unterstand es dem KZ Buchenwald und beherbergte maximal etwa 700 weibliche jüdische Gefangene.

## Vorgeschichte
Das KZ-Außenlager am Stadtwald war Teil eines Lagerkomplexes, der 1938/39 zunächst für die Unterbringung deutscher Arbeitskräfte der Gerätebau GmbH entstanden war. Das Unternehmen betrieb im Wald ein vor Fliegersicht getarntes Werk zur Zünderfertigung. Das so genannte „Bereitschaftslager“, im örtlichen Sprachgebrauch oft als „B-Lager“ bezeichnet, bestand zunächst aus zehn steinernen Wohnbaracken, einem großen Gemeinschaftshaus mit Ess- und Versammlungssaal sowie einer Anzahl Wirtschaftsgebäude. Anfangs kamen in dem Lager als Deutsche bezeichnete Frauen unter, vielfach aus den annektierten österreichischen und tschechischen Gebieten. Ende 1941/42 erfolgte die Erweiterung des Lagers um weitere Baracken, meist in Holzbauweise, die als Quartier für ausländische Zwangsarbeiter dienen sollten. Schon bald stellten diese, darunter wohl bis zu 670 „Ostarbeiterinnen“ und 100 Italienische Militärinternierte, die Mehrzahl der Lagerbewohner. Insbesondere zwischen Ende 1942 und Anfang 1944 waren für sie brutale Misshandlungen und die Unterschlagung eines Teils ihrer Essensrationen durch das deutsche Lagerpersonal an der Tagesordnung. Am Ende sah sich sogar die NS-Justiz genötigt einzugreifen, da eine wachsende Zahl von Fluchtversuchen die Produktion gefährdete.

## Entstehung
Im Sommer 1944 einigte sich die Gerätebau GmbH mit dem KZ Buchenwald über die Errichtung eines KZ-Außenlagers für zunächst 500 weibliche Häftlinge. Die Gefangenen sollten in einigen abgetrennten Werkshallen arbeiten, ihr Quartier würde man in das B-Lager integrieren. Zu diesem Zweck waren fünf der Steinbaracken vorgesehen. Der Häftlingsbereich wurde mit Hilfe von zwei Wachtürmen kontrolliert und war eingezäunt. Die Gerätebau stellte eine Anzahl deutsche Arbeiterinnen, die sich im KZ Ravensbrück der Ausbildung zur Aufseherin unterzogen.

## Zustände im KZ Martha II

### Belegung
Am 3. September trafen 500 jüdische Frauen in Mühlhausen ein. Sie kamen aus dem KZ Auschwitz und waren über das KZ Ravensbrück nach Thüringen deportiert worden. Laut den Listen der SS handelte es sich um 483 Polinnen, zehn Ungarinnen, vier Tschechinnen, eine Litauerin und zwei Deutsche. Viele der Polinnen waren bei der Auflösung des Ghetto Łódź im Sommer 1944 nach Auschwitz verschleppt worden. Binnen wenigen Tagen standen die Gefangenen fast ausnahmslos im Arbeitseinsatz bei der Gerätebau. Am 30. Oktober folgte ein zweiter Großtransport, diesmal direkt aus Auschwitz, den Listen zufolge mit 145 ungarischen, 54 polnischen und einer österreichischen Jüdin. Dazu kamen einzelne Kleintransporte aus Bergen-Belsen und Auschwitz, für fünf schwangere jüdische Frauen aus dem KZ-Außenlager Münchmühle (bei Allendorf) war das Außenlager am Stadtwald für wenige Tage Zwischenstation vor der Deportation nach Auschwitz.

### Lebensbedingungen
Die Quartiere im Außenlager der Gerätebau GmbH waren insbesondere ab Ende Oktober 1944 überbelegt, doch baulich in besserem Zustand als in vielen anderen Lagern. Die Gefangenen profitierten von dem Umstand, dass ihre Unterkünfte ursprünglich für deutsche Arbeiterinnen eingerichtet worden waren. Mangelhaft blieb die Ausstattung mit Schuhwerk, auch Winterbekleidung erhielten die meisten Häftlinge sehr spät, obwohl sie jeden Tag mehrere Kilometer zur Arbeit und zurück marschierten. Positiv wurde von Überlebenden erinnert, dass sie Zugang zu fließendem Wasser und funktionierenden Sanitäreinrichtungen hatten. Eine warme Dusche stand einmal wöchentlich in einem Gebäude außerhalb des Stacheldrahts zur Verfügung. Die Verpflegung war eintönig, reichte aber bis Anfang 1945 für den Selbsterhalt aus. Dann erfolgten deutliche Rationskürzungen. Die medizinische Versorgung des Lagers litt unter dem Mangel an Medikamenten. Insbesondere in den ersten Monaten besuchte der Häftlingsarzt des einige Kilometer entfernt liegenden KZ Martha wiederholt die Krankenstube, um den Pflegerinnen zur Hand zu gehen. Dabei schmuggelten er und der für beide Lager zuständige SS-Sanitätsdienstgrad Friedrich Arzt mehrfach Lebensmittel ins Frauenlager. Auf Weisung des Lagerkommandanten wurden vier schwerkranke Häftlinge nach Auschwitz deportiert, zwei Schwangere schob das Lager in das KZ Bergen-Belsen ab. Drei jüdische Frauen starben im B-Lager. Sie wurden in der Stadt Mühlhausen kremiert und die Asche auf dem städtischen Friedhof verscharrt.

### Arbeitsbedingungen
Das Lagerkommando des Außenlagers am Stadtwald war vergleichsweise klein. Die Mehrzahl der Frauen leistete Sklavenarbeit in der Zünderfertigung, wo ihre tägliche Schicht zumeist zwischen zehn und elf Stunden währte. An Sonn- und Feiertagen ruhte die Fabrikarbeit, doch wurden einige Frauen zu Einsätzen im Lager herangezogen. Die Herstellung der Zünder und anderer Rüstungsgüter war zumeist nicht körperlich anstrengend, erforderte aber ständige Konzentration, was insbesondere in den Nachtschichten schwer fiel. Wer in den Augen der Betriebsleitung nicht gut genug arbeitete, riskierte eine Meldung an die SS. Zudem kam es immer wieder zu Arbeitsunfällen, die vielfach zu Handverletzungen führten.
Die zivilen deutschen Vorgesetzten behandelten die Gefangenen teils gleichgültig-zurückhaltend, doch erwähnen Augenzeugenberichte auch Hilfsleistungen, vor allem die Weitergabe von kleineren Mengen Lebensmitteln und einzelnen Kleidungsstücken.

### Lagerpersonal
Das Außenlager unterstand dem Befehl von SS-Sturmscharführer Otto Baus. Er wie wohl auch die übrigen mehr als zwei Dutzend männlichen Wachen waren als Kriegsversehrte oder Angehörige der rückwärtigen Dienste von Luftwaffe und Heer zum Einsatz bei der Waffen-SS abgestellt worden. Einige Angehörige des paramilitärischen Werkschutzes der Gerätebau GmbH verstärkten zeitweilig die Bewachung der Häftlinge auf dem Marsch zur Arbeit und zurück. Im eigentlichen Lagerbereich hatten Männer nur begrenzt Zugang. Sowohl dort, aber auch beim Arbeitseinsatz oblag die Überwachung der Gefangenen vor allem den Aufseherinnen des SS-Gefolges. Namentlich bekannt sind fast 40 zumeist jüngere Frauen. Während die Männer einschließlich des Lagerkommandanten von Überlebenden als zumeist zurückhaltend im Auftreten beschrieben werden, kam es von Seiten der Aufseherinnen zu zahlreichen Misshandlungen.

## Auflösung des Lagers
Die Entscheidung zur Auflösung des Außenlagers kam für den Einsatzbetrieb wie für die örtliche SS überraschend. Am 28. Februar oder 1. März 1945 trieb man die Gefangenen in einem Nachtmarsch zum Bahnhof, von dort traten sie die Reise in das KZ Bergen-Belsen an. Am 3. März angekommen, durchlitten die Frauen in den folgenden Wochen in dem vollkommen überfüllten Lager ein Martyrium aus Hunger, Krankheit und Gewalt. Am 15. April befreiten britische Truppen das KZ, doch kam dies für viele Gefangene zu spät. Bei rund 70 Frauen ist der Tod infolge der Gefangenschaft in Bergen-Belsen gesichert oder plausibel. Die wahre Zahl lag wahrscheinlich deutlich höher.

## Das Lager nach 1945
Während das Werk der Gerätebau GmbH nach 1945 demontiert und gesprengt wurde, diente das ehemalige B-Lager zeitweilig als Unterkunft für sowjetische Soldaten, für deutsche Vertriebene und schließlich als Quarantäne- und Durchgangslager für heimkehrende deutsche Kriegsgefangene.
Spätestens ab 1949 nutzte die ostdeutsche Bereitschaftspolizei bzw. ab 1952 die Kasernierte Volkspolizei das B-Lager als Kaserne. Ab 1956 übernahm die neu gegründete Nationale Volksarmee das Areal. Als Teil der Mühlhäuser Kasernen diente es bis zum Ende der DDR als ein Standort für Soldaten des 22. Motorisierten Schützenregiments. Die ehemaligen Häftlingsquartiere wurde vermutlich Ende der 1950er durch neue Gebäude ersetzt.
Nach der Wiedervereinigung übernahm die Bundeswehr die Anlage, nutzte sie aber nicht mehr. Zwischen 1992 und 2002 diente das ehemalige B-Lager als Unterkunft für Asylbewerber, zeitweilig wohnten hier rund 600 Männer, Frauen und Kinder. 2008 ging das Areal in Privatbesitz über.
Im Januar 2019 berichteten unter anderem Bild-Zeitung und Thüringer Allgemeine von dem Vorhaben der Stadt Mühlhausen und einem Investor auf dem Gelände des ehemaligen KZ-Außenlagers das „Bratwurstmuseum“ der „Freunde der Thüringer Bratwurst“ unterzubringen. Die Entscheidung über den Standort wurde kurz darauf korrigiert und eine andere Fläche zur Ansiedlung des „1. Deutschen Bratwurstmuseums“ gefunden.
Im Juli 2019 startete im Auftrag der Stadt Mühlhausen und des Geschichts- und Denkmalpflegevereins Mühlhausen ein wissenschaftliches Projekt mit dem Titel: „Aufarbeitung der Geschichte von Zwangsarbeit und Ausbeutung von KZ-Häftlingen während der Zeit des Nationalsozialismus in Mühlhausen“.

## Aufarbeitung und Gedenken
Gegenwärtig ist kein Prozess gegen einen SS-Mann des Außenlagers am Stadtwald bekannt. Sechs Aufseherinnen verurteilte ein Sowjetisches Militärtribunal im Januar 1947 zu zehnjährigen Haftstrafen. Eine verstarb in Haft, vier wurden Anfang 1950 vorzeitig entlassen, die sechste kam Mitte 1955 frei. Mehrere weitere Aufseherinnen verbüßten ebenfalls eine längere Haft in sowjetischen Internierungslagern oder ostdeutschen Gefängnissen.
Die Gräber der drei in Mühlhausen verstorbenen KZ-Häftlinge wurden bereits in der DDR in das örtliche Gedenken an die Opfer des Nationalsozialismus einbezogen. Im Spätherbst 2003 entstanden am Weg vom ehemaligen KZ-Außenlager zum vollkommen zugewachsenen Werksareal der Gerätebau GmbH Gedenkstelen für die KZ-Häftlinge und Zwangsarbeiter. Im Juli 2019 startete im Auftrag der Stadt Mühlhausen und des Mühlhäuser Geschichts- und Denkmalpflegevereins ein wissenschaftliches Projekt mit dem Titel: „Aufarbeitung der Geschichte von Zwangsarbeit und Ausbeutung von KZ-Häftlingen während der Zeit des Nationalsozialismus in Mühlhausen/Thür.“. Die Durchführung übernahm der Historiker Marc Bartuschka. Die Ergebnisse wurden im Sommer 2023 präsentiert, zudem errichtete die Stadt Mühlhausen nahe dem ehemaligen Lagerstandort eine Informationsstele.